# Associação Internacional de Mulheres na Rádio e na Televisão
A Associação Internacional de Mulheres na Rádio e na Televisão (AIMRT) ou em inglês International Association of Women in Radio and Television (IAWRT) fundada em 1951 é uma associação cujo objectivo é juntar as mulheres que trabalham no mundo da rádio e da televisão.